# Світовий Тур ATP 2013
Світовий Тур ATP 2013 - всесвітній елітний професійний цикл тенісних турнірів, організований Асоціацією тенісистів-професіоналів для проведення сезону 2013 у тенісі. У 2013 році календар включає чотири турніри Великого шолому (проводяться Міжнародною федерацією тенісу), 9 турнірів серії Мастерс, турніри категорій 500 і 250. Також до Туру входять Кубок Девіса та Фінал Світового Туру ATP. Крім того, до офіційного переліку турнірів входить Кубок Гопмана, за який очки учасникам не нараховуються.

## Розклад
Нижче наведено повний розклад турнірів на 2013 рік, включаючи перелік тенісистів, які дійшли на турнірах щонайменше до чвертьфіналу.
Key
| Турніри Великого шолома       |
| Фінал Світового Туру ATP      |
| Світовий Тур ATP Мастерс 1000 |
| Світовий Тур ATP 500          |
| Світовий Тур ATP 250          |
| Командні змагання             |

### Січень
| Тиждень           | Турнір | Переможець | Фіналіст                                                                                        | Півфіналісти                                        | Чвертьфіналісти                                               |
| ----------------- | --- | --- | ----------------------------------------------------------------------------------------------- | --------------------------------------------------- | ------------------------------------------------------------- |
| 29 грудня         | Кубок Хопмана Перт, Австралія Турнір змішаних команд МТФ $1,000,000 – Хард (п) – 8 команд (ГР) | Іспанія 2–1 | Сербія                                                                                          | Груповий Раунд (Група A) Австралія Італія Німеччина | Груповий Раунд (Група B) США ПАР Франція                      |
| 29 грудня         | Brisbane International Брисбен, Австралія Світовий Тур ATP 250 $494,230 – Хард – 28S/32Q/16D Одиночний розряд – Парний розряд | Енді Маррей 7–6(7–0), 6–4                                                                                             | Григор Димитров                                                                                 | Кей Нісікорі Маркос Багдатіс                        | Денис Істомін Олександр Долгополов Жиль Симон Юрген Мельцер   |
| 29 грудня         | Brisbane International Брисбен, Австралія Світовий Тур ATP 250 $494,230 – Хард – 28S/32Q/16D Одиночний розряд – Парний розряд | Марсело Мело Томмі Робредо 4–6, 6–1, [10–5]                                                                           | Ерік Буторак Пол Анлі                                                                           | Кей Нісікорі Маркос Багдатіс                        | Денис Істомін Олександр Долгополов Жиль Симон Юрген Мельцер   |
| 29 грудня         | Aircel Chennai Open Ченнай, Індія Світовий Тур ATP 250 $442,750 – Хард – 28S/32Q/16D Одиночний розряд – Парний розряд | Янко Типсаревич 3–6, 6–1, 6–3                                                                                         | Роберто Батиста-Агут                                                                            | Бенуа Пер Альяж Бедене                              | Томаш Бердих Марин Чилич Станіслас Ваврінка Го Соєда          |
| 29 грудня         | Aircel Chennai Open Ченнай, Індія Світовий Тур ATP 250 $442,750 – Хард – 28S/32Q/16D Одиночний розряд – Парний розряд | Бенуа Пер Станіслас Ваврінка 6–2, 6–1                                                                                 | Андре Бегеман Мартін Еммріх                                                                     | Бенуа Пер Альяж Бедене                              | Томаш Бердих Марин Чилич Станіслас Ваврінка Го Соєда          |
| 29 грудня         | Qatar ExxonMobil Open Доха, Катар Світовий Тур ATP 250 $1,150,720 – Хард – 32S/32Q/16D Одиночний розряд – Парний розряд | Рішар Гаске 3–6, 7–6(7–4), 6–3                                                                                        | Микола Давиденко                                                                                | Давид Феррер Даніель Брандс                         | Паоло Лоренці Сімоне Болелі Гаель Монфіс Лукаш Лацко          |
| 29 грудня         | Qatar ExxonMobil Open Доха, Катар Світовий Тур ATP 250 $1,150,720 – Хард – 32S/32Q/16D Одиночний розряд – Парний розряд | Крістофер Кас Філіпп Кольшрайбер 7–5, 6–4                                                                             | Жуліан Ноле Філіп Полашек                                                                       | Давид Феррер Даніель Брандс                         | Паоло Лоренці Сімоне Болелі Гаель Монфіс Лукаш Лацко          |
| 7 січня           | Apia International Sydney Сідней, Австралія Світовий Тур ATP 250 $494,230 – Хард – 28S/32Q/16D Одиночний розряд – Парний розряд | Бернард Томич 6–3, 6–7(2–7), 6–3                                                                                      | Кевін Андерсон                                                                                  | Жульєн Беннето Андреас Сеппі                        | Раян Харрісон Денис Істомін Марсель Гранольєрс Яркко Нієменен |
| 7 січня           | Apia International Sydney Сідней, Австралія Світовий Тур ATP 250 $494,230 – Хард – 28S/32Q/16D Одиночний розряд – Парний розряд | Боб Браян Майк Браян 6–4, 6–4                                                                                         | Макс Мирний Хорія Текау                                                                         | Жульєн Беннето Андреас Сеппі                        | Раян Харрісон Денис Істомін Марсель Гранольєрс Яркко Нієменен |
| 7 січня           | Heineken Open Окленд, Нова Зеландія Світовий Тур ATP 250 $491,000 – Хард – 28S/32Q/16D Одиночний розряд – Парний розряд | Давид Феррер 7–6(7–5), 6–1                                                                                            | Філіпп Кольшрайбер                                                                              | Гаель Монфіс Сем Кверрі                             | Лукаш Лацко Томмі Гаас Джессі Левайн Ксав'є Малісс            |
| 7 січня           | Heineken Open Окленд, Нова Зеландія Світовий Тур ATP 250 $491,000 – Хард – 28S/32Q/16D Одиночний розряд – Парний розряд | Колін Флемінг Бруно Соарес 7–6(7–1), 7-6(7–2)                                                                         | Йохан Брунстрем Фредерик Нільсен                                                                | Гаель Монфіс Сем Кверрі                             | Лукаш Лацко Томмі Гаас Джессі Левайн Ксав'є Малісс            |
| 14 січня 27 січня | Australian Open Мельбурн, Австралія Великий шолом A$15,000,000 – Хард 128S/128Q/64D/32X Одиночний розряд – Парний розряд – Змішаний розряд | Новак Джокович 6–7(2–7), 7–6(7–3), 6–3, 6–2                                                                           | Енді Маррей                                                                                     | Давид Феррер Роджер Федерер                         | Томаш Бердих Ніколас Альмагро Жеремі Шарді Жо-Вілфрід Тсонга  |
| 14 січня 27 січня | Australian Open Мельбурн, Австралія Великий шолом A$15,000,000 – Хард 128S/128Q/64D/32X Одиночний розряд – Парний розряд – Змішаний розряд | Боб Браян Майк Браян 6–3, 6–4                                                                                         | Робін Хаасе Ігор Сижслінг                                                                       | Давид Феррер Роджер Федерер                         | Томаш Бердих Ніколас Альмагро Жеремі Шарді Жо-Вілфрід Тсонга  |
| 14 січня 27 січня | Australian Open Мельбурн, Австралія Великий шолом A$15,000,000 – Хард 128S/128Q/64D/32X Одиночний розряд – Парний розряд – Змішаний розряд | Ярміла Гайдошова Метью Ебден 6–3, 7–5                                                                                 | Луціє Градецька Франчишек Чермак                                                                | Давид Феррер Роджер Федерер                         | Томаш Бердих Ніколас Альмагро Жеремі Шарді Жо-Вілфрід Тсонга  |
| 28 січня          | Кубок Девіса Ванкувер, Канада - Хард (п) Турин, Італія - ґрунт (п) Шарлеруа, Бельгія - ґрунт (п) Джексонвілль, США - хард (п) Руан, Франція - хард (п) Буенос-Айрес, Аргентина - ґрунт Астана, Казахстан - ґрунт (п) Женева, Швейцарія - хард (п) | Перемогли у першому раунді Канада 3–2 Італія 3–2 Сербія 3–2 США 3–2 Франція 5–0 Аргентина 5–0 Казахстан 3–1 Чехія 3–2 | Програли у першому раунді Іспанія Хорватія Бельгія Бразилія Ізраїль Німеччина Австрія Швейцарія |                                                     |                                                               |

### Лютий
| Тиждень   | Турнір | Переможець                                        | Фіналіст                            | Півфіналісти                          | Чвертьфіналісти                                                       |
| --------- | --- | ------------------------------------------------- | ----------------------------------- | ------------------------------------- | --------------------------------------------------------------------- |
| 4 лютого  | Open Sud de France Монпельє, Франція Світовий Тур ATP 250 €467,800 – Хард (п) – 28S/32Q/16D Одиночний розряд – Парний розряд                        | Рішар Гаске 6–2, 6–3                              | Бенуа Пер                           | Яркко Нієменен Мікаель Льодра         | Сергій Стаховський Жульєн Беннето Жиль Симон Ян Гаєк                  |
| 4 лютого  | Open Sud de France Монпельє, Франція Світовий Тур ATP 250 €467,800 – Хард (п) – 28S/32Q/16D Одиночний розряд – Парний розряд                        | Марк Жикель Мікаель Льодра 6–3, 3–6, [11–9]       | Йохан Бренстром Рейвен Клаасен      | Яркко Нієменен Мікаель Льодра         | Сергій Стаховський Жульєн Беннето Жиль Симон Ян Гаєк                  |
| 4 лютого  | PBZ Zagreb Indoors Загреб, Хорватія Світовий Тур ATP 250 €467,800 – Хард (п) – 28S/32Q/16D Одиночний розряд – Парний розряд                         | Марин Чилич 6–3, 6–1                              | Юрген Мельцер                       | Михайло Южний Робін Хаасе             | Блаз Кавчич Іван Додіг Лукаш Росол Філіпп Петцшнер                    |
| 4 лютого  | PBZ Zagreb Indoors Загреб, Хорватія Світовий Тур ATP 250 €467,800 – Хард (п) – 28S/32Q/16D Одиночний розряд – Парний розряд                         | Джуліан Ноул Філіп Полашек 6–3, 6–3               | Іван Додіг Мате Павчич              | Михайло Южний Робін Хаасе             | Блаз Кавчич Іван Додіг Лукаш Росол Філіпп Петцшнер                    |
| 4 лютого  | VTR Open Сантьяго, Чилі Світовий Тур ATP 250 $467,800 – Ґрунт – 28S/32Q/16D Одиночний розряд – Парний розряд                                        | Гораціо Зебаллос 6–7(2–7), 7–6(8–6), 6–4          | Рафаель Надаль                      | Жеремі Шарді Карлос Берлок            | Даніель Хімено-Травер Паоло Лоренці Альберт Рамос Гійом Руфін         |
| 4 лютого  | VTR Open Сантьяго, Чилі Світовий Тур ATP 250 $467,800 – Ґрунт – 28S/32Q/16D Одиночний розряд – Парний розряд                                        | Паоло Лоренці Потіто Стараче 6–2, 6–4             | Хуан Монако Рафаель Надаль          | Жеремі Шарді Карлос Берлок            | Даніель Хімено-Травер Паоло Лоренці Альберт Рамос Гійом Руфін         |
| 11 лютого | ABN AMRO World Tennis Tournament Роттердам, Нідерланди Світовий Тур ATP 500 €1,575,875 – Хард (п) – 32S/16Q/16D Одиночний розряд – Парний розряд    | Хуан Мартін дель Потро 7–6(7–2), 6–3              | Жульєн Беннето                      | Жиль Симон Григор Димитров            | Роджер Федерер Мартін Кліжан Маркос Багдатіс Яркко Нієменен           |
| 11 лютого | ABN AMRO World Tennis Tournament Роттердам, Нідерланди Світовий Тур ATP 500 €1,575,875 – Хард (п) – 32S/16Q/16D Одиночний розряд – Парний розряд    | Роберт Лінстедт Ненад Зимон'їч 5–7, 6–3, [10–8]   | Тьємо де Беккер Жессе Хута Галунг   | Жиль Симон Григор Димитров            | Роджер Федерер Мартін Кліжан Маркос Багдатіс Яркко Нієменен           |
| 11 лютого | SAP Open Сан Хосе, США Світовий Тур ATP 250 $623,730 – Хард (п) – 28S/32Q/16D Одиночний розряд – Парний розряд                                      | Мілош Раонич 6–4, 6–3                             | Томмі Гаас                          | Сем Кверрі Джон Існер                 | Денис Істомін Алехандро Фалья Стів Джонсон Ксав'є Малісс              |
| 11 лютого | SAP Open Сан Хосе, США Світовий Тур ATP 250 $623,730 – Хард (п) – 28S/32Q/16D Одиночний розряд – Парний розряд                                      | Ксав'є Малісс Франк Мозер 6–0, 6–7(5–7), [10–4]   | Ллейтон Г'юїтт Маринко Матошевич    | Сем Кверрі Джон Існер                 | Денис Істомін Алехандро Фалья Стів Джонсон Ксав'є Малісс              |
| 11 лютого | Brasil Open Сан-Паулу, Бразилія Світовий Тур ATP 250 $519,775 – Ґрунт (п) – 28S/32Q/16D Одиночний розряд – Парний розряд                            | Рафаель Надаль 6–2, 6–3                           | Давид Налбандян                     | Мартін Алунд Симоне Болеллі           | Карлос Берлок Філіппо Воландрі Альберт Монтаньєс Ніколас Альмагро     |
| 11 лютого | Brasil Open Сан-Паулу, Бразилія Світовий Тур ATP 250 $519,775 – Ґрунт (п) – 28S/32Q/16D Одиночний розряд – Парний розряд                            | Александер Пея Бруно Соарес 6–7(5–7), 6–2, [10–7] | Франчишек Чермак Міхал Мертінак     | Мартін Алунд Симоне Болеллі           | Карлос Берлок Філіппо Воландрі Альберт Монтаньєс Ніколас Альмагро     |
| 18 лютого | U.S. National Indoor Tennis Championships Мемфіс, США Світовий Тур ATP 500 $1,353,550 – Хард (п) – 32S/16Q/16D Одиночний розряд – Парний розряд     | Нішікорі Кеі 6–2, 6–3                             | Фелісіано Лопес                     | Маринко Матошевич Денис Істомін       | Марин Чилич Олександр Долгополов Майкл Рассел Джек Сок                |
| 18 лютого | U.S. National Indoor Tennis Championships Мемфіс, США Світовий Тур ATP 500 $1,353,550 – Хард (п) – 32S/16Q/16D Одиночний розряд – Парний розряд     | Боб Браян Майк Браян 6–1, 6–2                     | Джеймс Блейк Джек Сок               | Маринко Матошевич Денис Істомін       | Марин Чилич Олександр Долгополов Майкл Рассел Джек Сок                |
| 18 лютого | Open 13 Марсель, Франція Світовий Тур ATP 250 €598,535 – Хард (п) – 28S/32Q/16D Одиночний розряд – Парний розряд                                    | Жо-Вілфрід Тсонга 3–6, 7–6(8–6), 6–4              | Томаш Бердих                        | Дмитро Турсунов Жиль Симон            | Єжи Янович Жиль Мюллер Бернард Томич Хуан Мартін дель Потро           |
| 18 лютого | Open 13 Марсель, Франція Світовий Тур ATP 250 €598,535 – Хард (п) – 28S/32Q/16D Одиночний розряд – Парний розряд                                    | Роган Бопанна Колін Флемінг 6–4, 7–6(7–3)         | Айсам-уль-Ак-Кюреші Жан-Жульєн Роєр | Дмитро Турсунов Жиль Симон            | Єжи Янович Жиль Мюллер Бернард Томич Хуан Мартін дель Потро           |
| 18 лютого | Copa Claro Буенос Айрес, Аргенитна Світовий Тур ATP 250 $570,470 – Ґрунт – 32S/32Q/16D Одиночний розряд – Парний розряд                             | Давид Феррер 6–4, 3–6, 6–1                        | Станіслас Ваврінка                  | Томмі Робредо Ніколас Альмагро        | Фабіо Фоніні Жуліан Райстер Альберт Рамос Федеріко Дельбоніс          |
| 18 лютого | Copa Claro Буенос Айрес, Аргенитна Світовий Тур ATP 250 $570,470 – Ґрунт – 32S/32Q/16D Одиночний розряд – Парний розряд                             | Сімоне Болеллі Фабіо Фоніні 6–3, 6–2              | Ніколас Монро Сімон Стадлер         | Томмі Робредо Ніколас Альмагро        | Фабіо Фоніні Жуліан Райстер Альберт Рамос Федеріко Дельбоніс          |
| 25 лютого | Dubai Tennis Championships Дубай, ОАЕ Світовий Тур ATP 500 $2,413,300 – Хард – 32S/16Q/16D Одиночний розряд – Парний розряд                         | Новак Джокович 7–5, 6–3                           | Томаш Бердих                        | Хуан Мартін дель Потро Роджер Федерер | Андреас Сеппі Даніель Брандс Дмитро Турсунов Микола Давиденко         |
| 25 лютого | Dubai Tennis Championships Дубай, ОАЕ Світовий Тур ATP 500 $2,413,300 – Хард – 32S/16Q/16D Одиночний розряд – Парний розряд                         | Маєш Бхупаті Мікаель Льодра 7–6(8–6), 7–6(8–6)    | Роберт Лінстедт Ненад Зимон'їч      | Хуан Мартін дель Потро Роджер Федерер | Андреас Сеппі Даніель Брандс Дмитро Турсунов Микола Давиденко         |
| 25 лютого | Abierto Mexicano Telcel Акапулько, Мексика Світовий Тур ATP 500 $1,353,550 – Ґрунт – 32S/16Q/16D Одиночний розряд – Парний розряд                   | Рафаель Надаль 6–0, 6–2                           | Давид Феррер                        | Фабіо Фоніні Ніколас Альмагро         | Паоло Лоренці Сантьяго Хіральдо Гораціо Зебаллос Леонардо Маєр        |
| 25 лютого | Abierto Mexicano Telcel Акапулько, Мексика Світовий Тур ATP 500 $1,353,550 – Ґрунт – 32S/16Q/16D Одиночний розряд – Парний розряд                   | Лукаш Кубот Давид Марреро 7–5, 6–2                | Сімоне Болеллі Фабіо Фоніні         | Фабіо Фоніні Ніколас Альмагро         | Паоло Лоренці Сантьяго Хіральдо Гораціо Зебаллос Леонардо Маєр        |
| 25 лютого | Delray Beach International Tennis Championships Делрей-Біч, США Світовий Тур ATP 250 $519,775 – Хард – 32S/32Q/16D Одиночний розряд – Парний розряд | Ернест Гулбіс 7–6(7–3), 6–3                       | Едуард Роже-Васселан                | Джон Існер Томмі Гаас                 | Кевін Андерсон Річардас Беранкіс Даніель Муноз дед ла Нава Іван Додіг |
| 25 лютого | Delray Beach International Tennis Championships Делрей-Біч, США Світовий Тур ATP 250 $519,775 – Хард – 32S/32Q/16D Одиночний розряд – Парний розряд | Джеймс Блейк Джек Сок 6–4, 6–4                    | Макс Мирний Хорія Текау             | Джон Існер Томмі Гаас                 | Кевін Андерсон Річардас Беранкіс Даніель Муноз дед ла Нава Іван Додіг |

### Березень
| Тиждень               | Турнір | Переможець                                   | Фіналіст                             | Півфіналісти                | Чвертьфіналісти                                             |
| --------------------- | --- | -------------------------------------------- | ------------------------------------ | --------------------------- | ----------------------------------------------------------- |
| 4 березня 11 березня  | Мастерс Індіан-Веллс Індіан-Веллс, США Світовий Тур ATP Мастерс 1000 $5,244,125 – Хард – 96S/48Q/32D Одиночний розряд – Парний розряд | Рафаель Надаль 4–6, 6–3, 6–4                 | Хуан Мартін дель Потро               | Новак Джокович Томаш Бердих | Жо-Вілфрід Тсонга Енді Маррей Кевін Андерсон Роджер Федерер |
| 4 березня 11 березня  | Мастерс Індіан-Веллс Індіан-Веллс, США Світовий Тур ATP Мастерс 1000 $5,244,125 – Хард – 96S/48Q/32D Одиночний розряд – Парний розряд | Боб Браян Майк Браян 6–3, 3–6, [10–6]        | Тріт Конрад Х'ю Єжи Янович           | Новак Джокович Томаш Бердих | Жо-Вілфрід Тсонга Енді Маррей Кевін Андерсон Роджер Федерер |
| 18 березня 25 березня | Мастерс Маямі Маямі, США Світовий Тур ATP Мастерс 1000 $5,244,125 – Хард – 96S/48Q/32D Одиночний розряд – Парний розряд               | Енді Маррей 2–6, 6–4, 7–6(7–1)               | Давид Феррер                         | Томмі Гаас Рішар Гаске      | Жиль Симон Юрген Мельцер Томаш Бердих Марин Чилич           |
| 18 березня 25 березня | Мастерс Маямі Маямі, США Світовий Тур ATP Мастерс 1000 $5,244,125 – Хард – 96S/48Q/32D Одиночний розряд – Парний розряд               | Айсам-уль-Ак Кюреші Жан-Жульєн Роєр 6–4, 6–1 | Маріуш Фіштенберг Марчін Матковський | Томмі Гаас Рішар Гаске      | Жиль Симон Юрген Мельцер Томаш Бердих Марин Чилич           |

### Квітень
| Тиждень   | Турнір | Переможець                                                            | Фіналіст                                              | Півфіналісти                      | Чвертьфіналісти                                                       |
| --------- | --- | --------------------------------------------------------------------- | ----------------------------------------------------- | --------------------------------- | --------------------------------------------------------------------- |
| 1 квітня  | Кубок Девіса Ванкувер, Канада – хард (іп) Бойсе, США – хард (п) Буенос-Айрес, Аргентина – ґрунт Астана, Казахстан – ґрунт (п)           | Переможці чвертьфіналів Канада 3–1 Сербія 3–1 Аргентина 3-2 Чехія 3–1 | Програли у чвертьфіналах Італія США Франція Казахстан |                                   |                                                                       |
| 8 квітня  | U.S. Men's Clay Court Championships Х'юстон, США Світовий Тур ATP 250 $519,775 – Ґрунт – 28S/32Q/16D Одиночний розряд – Парний розряд   | Джон Існер 6–3, 7–5                                                   | Ніколас Альмагро                                      | Райн Вільямс Хуан Монако          | Паоло Лоренці Рубен Рамірез Гідальго Роббі Джинепрі Річардас Беранкіс |
| 8 квітня  | U.S. Men's Clay Court Championships Х'юстон, США Світовий Тур ATP 250 $519,775 – Ґрунт – 28S/32Q/16D Одиночний розряд – Парний розряд   | Джеймі Маррей Джон Пірс 1–6, 7–6(7–3), [12–10]                        | Боб Браян Майк Браян                                  | Райн Вільямс Хуан Монако          | Паоло Лоренці Рубен Рамірез Гідальго Роббі Джинепрі Річардас Беранкіс |
| 8 квітня  | Grand Prix Hassan II Касабланка, Марокко Світовий Тур ATP 250 €467,800 – Ґрунт – 28S/32Q/16D Одиночний розряд – Парний розряд           | Томмі Робредо 7–6(8–6), 4–6, 6–3                                      | Кевін Андерсон                                        | Станіслас Ваврінка Мартін Кліжан  | Гільємро Гарсія-Лопес Бенуа Пер Робін Хаасе Грега Земля               |
| 8 квітня  | Grand Prix Hassan II Касабланка, Марокко Світовий Тур ATP 250 €467,800 – Ґрунт – 28S/32Q/16D Одиночний розряд – Парний розряд           | Жуліан Ноул Філіп Полашек 6–3, 6–2                                    | Дастін Браун Крістофер Кас                            | Станіслас Ваврінка Мартін Кліжан  | Гільємро Гарсія-Лопес Бенуа Пер Робін Хаасе Грега Земля               |
| 15 квітня | Мастерс Монте-Карло Монте-Карло, Монако Світовий Тур ATP Мастерс 1000 €2,998,495 – Ґрунт – 56S/28Q/24D Одиночний розряд – Парний розряд | Новак Джокович 6–2, 7–6(7–1)                                          | Рафаель Надаль                                        | Фабіо Фоніні Джо-Вілфред Тсонга   | Яркко Нієменен Рішар Гаске Григор Димитров Станіслас Ваврінка         |
| 15 квітня | Мастерс Монте-Карло Монте-Карло, Монако Світовий Тур ATP Мастерс 1000 €2,998,495 – Ґрунт – 56S/28Q/24D Одиночний розряд – Парний розряд | Жульєн Беннето Ненад Зимон'їч 4–6, 7–6(7–4), [14–12]                  | Боб Браян Майк Браян                                  | Фабіо Фоніні Джо-Вілфред Тсонга   | Яркко Нієменен Рішар Гаске Григор Димитров Станіслас Ваврінка         |
| 22 квітня | Barcelona Open BancSabadell Барселона, Іспанія Світовий Тур ATP 500 €2,166,875 – Ґрунт – 48S/28Q/24D Одиночний розряд – Парний розряд   | Рафаель Надаль 6–4, 6–3                                               | Ніколас Альмагро                                      | Філіпп Кольшрайбер Мілош Раонич   | Томаш Белуччі Хуан Монако Томмі Робредо Альберт Рамос                 |
| 22 квітня | Barcelona Open BancSabadell Барселона, Іспанія Світовий Тур ATP 500 €2,166,875 – Ґрунт – 48S/28Q/24D Одиночний розряд – Парний розряд   | Александер Пея Бруно Соарес 5–7, 7–6(9–7), [10–4]                     | Роберт Лінстедт Деніел Нестор                         | Філіпп Кольшрайбер Мілош Раонич   | Томаш Белуччі Хуан Монако Томмі Робредо Альберт Рамос                 |
| 22 квітня | BRD Năstase Țiriac Trophy Бухарест, Румунія Світовий Тур ATP 250 €467,800 – Ґрунт – 28S/32Q/16D Одиночний розряд – Парний розряд        | Лукаш Росол 6–3, 6–2                                                  | Гільєрмо Гарсія-Лопес                                 | Флоріан Маєр Жиль Симон           | Янко Типсаревич Віктор Ханеску Віктор Троїцький Даніель Брандс        |
| 22 квітня | BRD Năstase Țiriac Trophy Бухарест, Румунія Світовий Тур ATP 250 €467,800 – Ґрунт – 28S/32Q/16D Одиночний розряд – Парний розряд        | Макс Мирний Хорія Текау 4–6, 6–4, [10–6]                              | Лукаш Длугий Олів'є Марах                             | Флоріан Маєр Жиль Симон           | Янко Типсаревич Віктор Ханеску Віктор Троїцький Даніель Брандс        |
| 29 квітня | BMW Open Мюнхен, Німеччина Світовий Тур ATP 250 €467,800 – Ґрунт – 28S/32Q/16D Одиночний розряд – Парний розряд                         | c Томмі Гаас 6–3, 7–6(7–3)                                            | Філіпп Кольшрайбер                                    | Даніель Брандс Іван Додиг         | Янко Типсаревич Віктор Троїцький Флоріан Маєр Олександр Долгополов    |
| 29 квітня | BMW Open Мюнхен, Німеччина Світовий Тур ATP 250 €467,800 – Ґрунт – 28S/32Q/16D Одиночний розряд – Парний розряд                         | Яркко Нієменен Дмитро Турсунов 6–1, 6–4                               | Маркос Багдатіс Ерік Буторак                          | Даніель Брандс Іван Додиг         | Янко Типсаревич Віктор Троїцький Флоріан Маєр Олександр Долгополов    |
| 29 квітня | Estoril Open Ешторіл, Португалія Світовий тур ATP 250 €467,800 – Ґрунт – 28S/32Q/16D Одиночний розряд – Парний розряд                   | Станіслас Ваврінка 6–1, 6–4                                           | Давид Феррер                                          | Андреас Сеппі Пабло Каррено-Буста | Віктор Ханеску Томмі Робредо Фабіо Фоніні Гаштау Еліас                |
| 29 квітня | Estoril Open Ешторіл, Португалія Світовий тур ATP 250 €467,800 – Ґрунт – 28S/32Q/16D Одиночний розряд – Парний розряд                   | Сантьяго Гонсалес Скотт Ліпскі 6–3, 4–6, [10–7]                       | Айсам-уль-Ак Кюреші Жан-Жульєн Роєр                   | Андреас Сеппі Пабло Каррено-Буста | Віктор Ханеску Томмі Робредо Фабіо Фоніні Гаштау Еліас                |

### Травень
| Тиждень            | Турнір | Переможець                                        | Фіналіст                                 | Півфіналісти                       | Чвертьфіналісти                                            |
| ------------------ | --- | ------------------------------------------------- | ---------------------------------------- | ---------------------------------- | ---------------------------------------------------------- |
| 6 травня           | Мастерс Мадрид Мадрид, Іспанія Світовий Тур ATP Мастерс 1000 €4,303,867 – Ґрунт – 56S/28Q/24D Одиночний розряд – Парний розряд | Рафаель Надаль 6–2, 6–4                           | Станіслас Ваврінка                       | Томаш Бердих Пабло Андухар         | Джо-Вілфред Тсонга Енді Маррей Давид Феррер Кей Нісікорі   |
| 6 травня           | Мастерс Мадрид Мадрид, Іспанія Світовий Тур ATP Мастерс 1000 €4,303,867 – Ґрунт – 56S/28Q/24D Одиночний розряд – Парний розряд | Боб Браян Майк Браян 6–2, 6–3                     | Александер Пея Бруно Соарес              | Томаш Бердих Пабло Андухар         | Джо-Вілфред Тсонга Енді Маррей Давид Феррер Кей Нісікорі   |
| 13 травня          | Мастерс Рим Рим, Італія Світовий Тур ATP Мастерс 1000 €3,204,745 – Ґрунт – 56S/28Q/24D Одиночний розряд – Парний розряд        | Рафаель Надаль 6–1, 6–3                           | Роджер Федерер                           | Томаш Бердих Бенуа Пер             | Новак Джокович Давид Феррер Марсель Гранольєрс Єжи Янович  |
| 13 травня          | Мастерс Рим Рим, Італія Світовий Тур ATP Мастерс 1000 €3,204,745 – Ґрунт – 56S/28Q/24D Одиночний розряд – Парний розряд        | Боб Браян Майк Браян 6–2, 6–3                     | Маєш Бхупаті Роган Бопанна               | Томаш Бердих Бенуа Пер             | Новак Джокович Давид Феррер Марсель Гранольєрс Єжи Янович  |
| 20 травня          | Power Horse Cup Дюссельдорф, Німеччина Світовий Тур ATP 250 €467,800 – Ґрунт – 28S/32Q/16D Одиночний розряд – Парний розряд    | Хуан Монако 6–4, 6–3                              | Яркко Нієменен                           | Гвідо Пелья Ігор Сижслінг          | Віктор Троїцький Тобіас Камке Ян Гаєк Томмі Гаас           |
| 20 травня          | Power Horse Cup Дюссельдорф, Німеччина Світовий Тур ATP 250 €467,800 – Ґрунт – 28S/32Q/16D Одиночний розряд – Парний розряд    | Андре Бегеманн Мартін Еммріх 7–5, 6–2             | Тріт Конрад Х'ю Домінік Інглот           | Гвідо Пелья Ігор Сижслінг          | Віктор Троїцький Тобіас Камке Ян Гаєк Томмі Гаас           |
| 20 травня          | Open de Nice Cote d’Azur Ніцца, Франція Світовий Тур ATP 250 €467,800 – Ґрунт – 28S/32Q/16D Одиночний розряд – Парний розряд   | Альберт Монтаньєс 6–0, 7–6(7–3)                   | Гаель Монфіс                             | Едуард Роже-Васселан Пабло Андухар | Поль-Анрі Матьє Сем Кверрі Робін Хаасе Жиль Симон          |
| 20 травня          | Open de Nice Cote d’Azur Ніцца, Франція Світовий Тур ATP 250 €467,800 – Ґрунт – 28S/32Q/16D Одиночний розряд – Парний розряд   | Йохан Брунстрем Равен Клаасен 6–3, 6–2            | Хуан Себастіан Кабал Роберт Фара Максауд | Едуард Роже-Васселан Пабло Андухар | Поль-Анрі Матьє Сем Кверрі Робін Хаасе Жиль Симон          |
| 27 травня 3 червня | Ролан Гаррос Париж, Франція Великий шолом $ – Ґрунт 128S/128Q/64D/32X Одиночний розряд – Парний розряд – Змішаний розряд       | Рафаель Надаль 6–3, 6–2, 6–3                      | Давид Феррер                             | Новак Джокович Жо-Вілфрід Тсонга   | Томмі Гаас Станіслас Ваврінка Томмі Робредо Роджер Федерер |
| 27 травня 3 червня | Ролан Гаррос Париж, Франція Великий шолом $ – Ґрунт 128S/128Q/64D/32X Одиночний розряд – Парний розряд – Змішаний розряд       | Боб Браян Майк Браян 6–4, 4–6, 7–6(7–4)           | Мікаель Льодра Ніколя Маю                | Новак Джокович Жо-Вілфрід Тсонга   | Томмі Гаас Станіслас Ваврінка Томмі Робредо Роджер Федерер |
| 27 травня 3 червня | Ролан Гаррос Париж, Франція Великий шолом $ – Ґрунт 128S/128Q/64D/32X Одиночний розряд – Парний розряд – Змішаний розряд       | Лючіє Градецька Франчишек Чермак 1–6, 6–4, [10–5] | Крістіна Младенович Деніел Нестор        | Новак Джокович Жо-Вілфрід Тсонга   | Томмі Гаас Станіслас Ваврінка Томмі Робредо Роджер Федерер |

### Червень
| Тиждень           | Турнір | Переможець                                      | Фіналіст                         | Півфіналіст                         | Чвертьфіналіст                                                   |
| ----------------- | --- | ----------------------------------------------- | -------------------------------- | ----------------------------------- | ---------------------------------------------------------------- |
| 10 червня         | Gerry Weber Open Галле, Німеччина Світовий Тур ATP 250 €779,665 – Трава – 28S/32Q/16D Одиночний розряд – Парний розряд                  | Роджер Федерер 6–7(5–7), 6–3, 6–4               | Михайло Южний                    | Томмі Гаас Рішар Гаске              | Міша Зверєв Гаель Монфіс Філіпп Кольшрайбер Флоріан Маєр         |
| 10 червня         | Gerry Weber Open Галле, Німеччина Світовий Тур ATP 250 €779,665 – Трава – 28S/32Q/16D Одиночний розряд – Парний розряд                  | Сантьяго Гонсалес Скотт Липський 6–2, 7–6(7–3)  | Даніелє Браччіалє Джонатан Ерліх | Томмі Гаас Рішар Гаске              | Міша Зверєв Гаель Монфіс Філіпп Кольшрайбер Флоріан Маєр         |
| 10 червня         | AEGON Championships Лондон, Сполучене Королівство Світовий Тур ATP 250 €779,665 – Трава – 56S/32Q/24D Одиночний розряд – Парний розряд  | Енді Маррей 5–7, 7–5, 6–3                       | Марин Чилич                      | Жо-Вілфрід Тсонга Ллейтон Г'юїтт    | Бенджамін Беккер Денис Кудла Хуан Мартін дель Потро Томаш Бердих |
| 10 червня         | AEGON Championships Лондон, Сполучене Королівство Світовий Тур ATP 250 €779,665 – Трава – 56S/32Q/24D Одиночний розряд – Парний розряд  | Боб Браян Майк Браян 4–6, 7–5, [10–3]           | Александер Пея Бруно Суарес      | Жо-Вілфрід Тсонга Ллейтон Г'юїтт    | Бенджамін Беккер Денис Кудла Хуан Мартін дель Потро Томаш Бердих |
| 17 червня         | UNICEF Open Гертонгербос, Нідерланди Світовий Тур ATP 250 €467,800 – Трава – 32S/32Q/16D Одиночний розряд – Парний розряд               | Ніколя Маю 6–3, 6–4                             | Станіслас Ваврінка               | Ксав'є Малісс Гільєрмо Гарсія-Лопес | Роберто Баутиста-Агут Євген Донський Ян Герних Жеремі Шарді      |
| 17 червня         | UNICEF Open Гертонгербос, Нідерланди Світовий Тур ATP 250 €467,800 – Трава – 32S/32Q/16D Одиночний розряд – Парний розряд               | Макс Мирний Хорія Текау 6–3, 7–6(7–4)           | Андре Бегеманн Мартін Еммріх     | Ксав'є Малісс Гільєрмо Гарсія-Лопес | Роберто Баутиста-Агут Євген Донський Ян Герних Жеремі Шарді      |
| 17 червня         | AEGON International Істборн, Сполучене Королівство Світовий Тур ATP 250 €519,310 – Трава – 28S/32Q/16D Одиночний розряд – Парний розряд | Фелісіано Лопес 7–6(7–2), 6–7(5–7), 6–0         | Жиль Симон                       | Іван Додіг Андреас Сеппі            | Фабіо Фон'їні Фернандо Вердаско Радек Штепанек Бернард Томич     |
| 17 червня         | AEGON International Істборн, Сполучене Королівство Світовий Тур ATP 250 €519,310 – Трава – 28S/32Q/16D Одиночний розряд – Парний розряд | Александер Пея Бруно Суарес 3–6, 6–3, [10–8]    | Колін Флемінг Джонатан Меррей    | Іван Додіг Андреас Сеппі            | Фабіо Фон'їні Фернандо Вердаско Радек Штепанек Бернард Томич     |
| 24 червня 1 липня | Вімблдонський турнір Лондон, Англія Великий шолом ? – Трава 128S/128Q/64D/16Q/48X Одиночний розряд – Парний розряд – Змішаний розряд    | Енді Маррей 6–4, 7–5, 6–4                       | Новак Джокович                   | Хуан Мартін дель Потро Єжи Янович   | Томаш Бердих Давид Феррер Лукаш Кубот Фернандо Вердаско          |
| 24 червня 1 липня | Вімблдонський турнір Лондон, Англія Великий шолом ? – Трава 128S/128Q/64D/16Q/48X Одиночний розряд – Парний розряд – Змішаний розряд    | Боб Браян Майк Браян 3–6, 6–3, 6–4, 6–4         | Іван Додіг Марсело Мело          | Хуан Мартін дель Потро Єжи Янович   | Томаш Бердих Давид Феррер Лукаш Кубот Фернандо Вердаско          |
| 24 червня 1 липня | Вімблдонський турнір Лондон, Англія Великий шолом ? – Трава 128S/128Q/64D/16Q/48X Одиночний розряд – Парний розряд – Змішаний розряд    | Деніел Нестор Крістіна Младенович 5–7, 6–2, 8–6 | Бруно Суарес Ліза Реймонд        | Хуан Мартін дель Потро Єжи Янович   | Томаш Бердих Давид Феррер Лукаш Кубот Фернандо Вердаско          |

### Липень
| Тиждень  | Турнір | Переможець                                            | Фіналіст                            | Півфіналісти                         | Чвертьфіналіст                                                    |
| -------- | --- | ----------------------------------------------------- | ----------------------------------- | ------------------------------------ | ----------------------------------------------------------------- |
| 8 липня  | Hall of Fame Tennis Championship Ньюпорт, США Світовий Тур ATP 250 $519,775 – Трава – 32S/32Q/16D Одиночний розряд – Парний розряд         | Ніколя Маю 5–7, 7–5, 6–3                              | Ллейтон Г'юїтт                      | Майкл Рассел Джон Існер              | Михал Пшисежний Ігор Сижслінг Ян Герних Іво Карлович              |
| 8 липня  | Hall of Fame Tennis Championship Ньюпорт, США Світовий Тур ATP 250 $519,775 – Трава – 32S/32Q/16D Одиночний розряд – Парний розряд         | Ніколя Маю Едуард Роже-Васселан 6–7(4–7), 6–2, [10–5] | Тім Смичек Райн Вільямс             | Майкл Рассел Джон Існер              | Михал Пшисежний Ігор Сижслінг Ян Герних Іво Карлович              |
| 8 липня  | MercedesCup Штутгарт, Німеччина Світовий Тур ATP 250 €467,800 – Ґрунт – 28S/30Q/16D Одиночний розряд – Парний розряд                       | Фабіо Фоніні 5–7, 6–4, 6–4                            | Філіпп Кольшрайбер                  | Роберто Баутиста-Агут Віктор Ганеску | Томмі Гаас Мікаель Беррер Бенуа Пер Гаель Монфіс                  |
| 8 липня  | MercedesCup Штутгарт, Німеччина Світовий Тур ATP 250 €467,800 – Ґрунт – 28S/30Q/16D Одиночний розряд – Парний розряд                       | Факундо Баньїс Томаш Белуччі 2–6, 6–4, [11–9]         | Томаш Беднарек Матеуш Ковальчик     | Роберто Баутиста-Агут Віктор Ганеску | Томмі Гаас Мікаель Беррер Бенуа Пер Гаель Монфіс                  |
| 8 липня  | Swedish Open Баштад, Швеція Світовий Тур ATP 250 €491,370 – Ґрунт – 28S/32Q/16D Одиночний розряд – Парний розряд                           | Карлос Берлок 7–5, 6–1                                | Фернандо Вердаско                   | Тьємо де Беккер Григор Димитров      | Томаш Бердих Альберт Рамос Хуан Монако Ніколас Альмагро           |
| 8 липня  | Swedish Open Баштад, Швеція Світовий Тур ATP 250 €491,370 – Ґрунт – 28S/32Q/16D Одиночний розряд – Парний розряд                           | Ніколас Монро Саймон Штедлер 6–2, 3–6, [10–3]         | Карлос Берлок Альберт Рамос         | Тьємо де Беккер Григор Димитров      | Томаш Бердих Альберт Рамос Хуан Монако Ніколас Альмагро           |
| 15 липня | German Open Tennis Championships Гамбург, Німеччина Світовий Тур ATP 500 €1,230,500 – Ґрунт – 48S/16Q/16D Одиночний розряд – Парний розряд | Фабіо Фоніні 4–6, 7–6(10–8), 6–2                      | Федеріко Дельбоніс                  | Роджер Федерер Ніколас Альмагро      | Флоріан Маєр Фернандо Вердаско Хуан Монако Томмі Гаас             |
| 15 липня | German Open Tennis Championships Гамбург, Німеччина Світовий Тур ATP 500 €1,230,500 – Ґрунт – 48S/16Q/16D Одиночний розряд – Парний розряд | Маріуш Фіштенберг Марчін Матковський 3–6, 6–1, [10–8] | Александер Пея Бруно Суарес         | Роджер Федерер Ніколас Альмагро      | Флоріан Маєр Фернандо Вердаско Хуан Монако Томмі Гаас             |
| 15 липня | IMLA de Colombia Open Богота, Колумбія Світовий Тур ATP 250 $727,685 – Хард – 28S/32Q/16D Одиночний розряд – Парний розряд                 | Іво Карлович 6–3, 7–6(7–4)                            | Алехандро Фалья                     | Вашек Поспішил Кевін Андерсон        | Янко Типсаревич Маттео Віола Адріан Маннаріно Сантьяго Хіральдо   |
| 15 липня | IMLA de Colombia Open Богота, Колумбія Світовий Тур ATP 250 $727,685 – Хард – 28S/32Q/16D Одиночний розряд – Парний розряд                 | Пурав Рая Дівій Шаран 7–6(7–4), 7–6(7–3)              | Едуард Роже-Васселан Ігор Сижслінг  | Вашек Поспішил Кевін Андерсон        | Янко Типсаревич Маттео Віола Адріан Маннаріно Сантьяго Хіральдо   |
| 22 липня | Crédit Agricole Suisse Open Gstaad Гштаад, Швейцарія Світовий тур ATP 250 €467,800 – ґрунт – 28S/32Q/16D Одиночний розряд – Парний розряд  | Михайло Южний 6–3, 6–4                                | Робін Гаасе                         | Віктор Ганеску Фелісіано Лопес       | Даніель Брандс Хуан Монако Марсель Гранольєрс Станіслас Вавринка  |
| 22 липня | Crédit Agricole Suisse Open Gstaad Гштаад, Швейцарія Світовий тур ATP 250 €467,800 – ґрунт – 28S/32Q/16D Одиночний розряд – Парний розряд  | Джеймі Маррей Джон Пірс 6–3, 6–4                      | Пабло Андухар Гільєрмо Гарсія-Лопес | Віктор Ганеску Фелісіано Лопес       | Даніель Брандс Хуан Монако Марсель Гранольєрс Станіслас Вавринка  |
| 22 липня | Atlanta Tennis Championships Атланта, США Світовий Тур ATP 250 $623,730 – Хард – 28S/32Q/16D Одиночний розряд – Парний розряд              | Джон Існер 6–7(3–7), 7–6(7–2), 7–6(7–2)               | Кевін Андерсон                      | Ллейтон Г'юїтт Раян Гаррісон         | Джеймс Блейк Іван Додиг Сантьяго Хіральдо Денис Істомін           |
| 22 липня | Atlanta Tennis Championships Атланта, США Світовий Тур ATP 250 $623,730 – Хард – 28S/32Q/16D Одиночний розряд – Парний розряд              | Едуард Роже-Васселан Ігор Сижслінг 7–6(8–6), 6–3      | Колін Флемінг Джонатан Меррей       | Ллейтон Г'юїтт Раян Гаррісон         | Джеймс Блейк Іван Додиг Сантьяго Хіральдо Денис Істомін           |
| 22 липня | ATP Studena Croatia Open Умаг, Хорватія Світовий Тур ATP 250 €467,800 – Ґрунт – 28S/32Q/16D Одиночний розряд – Парний розряд               | Томмі Робредо 6–0, 6–3                                | Фабіо Фоніні                        | Гаель Монфіс Андреас Сеппі           | Альберт Монтаньєс Мартін Кліжан Альяж Бедене Орасіо Себальйос     |
| 22 липня | ATP Studena Croatia Open Умаг, Хорватія Світовий Тур ATP 250 €467,800 – Ґрунт – 28S/32Q/16D Одиночний розряд – Парний розряд               | Мартін Кліжан Давид Марреро 6–1, 5–7, [10–7]          | Ніколас Монро Саймон Штедлер        | Гаель Монфіс Андреас Сеппі           | Альберт Монтаньєс Мартін Кліжан Альяж Бедене Орасіо Себальйос     |
| 29 липня | Citi Open Вашингтон, США Світовий Тур ATP 500 $1,546,590 – Хард – 48S/16Q/16D Одиночний розряд – Парний розряд                             | Хуан Мартін дель Потро 3–6, 6–1, 6–2                  | Джон Існер                          | Томмі Гаас Дмитро Турсунов           | Кевін Андерсон Григор Димитров Маринко Матошевич Маркос Багдатіс  |
| 29 липня | Citi Open Вашингтон, США Світовий Тур ATP 500 $1,546,590 – Хард – 48S/16Q/16D Одиночний розряд – Парний розряд                             | Жульєн Беннето Ненад Зимон'їч 7–6(7–5), 7–5           | Марді Фіш Радек Штепанек            | Томмі Гаас Дмитро Турсунов           | Кевін Андерсон Григор Димитров Маринко Матошевич Маркос Багдатіс  |
| 29 липня | Austrian Open Kitzbühel Кітцбюель, Австрія Світовий Тур ATP 250 €467,800 – Ґрунт – 28S/26Q/16D Одиночний розряд – Парний розряд            | Марсель Гранольєрс 0–6, 7–6(7–3), 6–4                 | Хуан Монако                         | Робін Гаасе Альберт Монтаньєс        | Леонардо Маєр Фернандо Вердаско Домінік Тім Даніель Гімено-Травер |
| 29 липня | Austrian Open Kitzbühel Кітцбюель, Австрія Світовий Тур ATP 250 €467,800 – Ґрунт – 28S/26Q/16D Одиночний розряд – Парний розряд            | Мартін Еммріх Крістофер Кас 6–4, 6–3                  | Франчишек Чермак Лукаш Длугий       | Робін Гаасе Альберт Монтаньєс        | Леонардо Маєр Фернандо Вердаско Домінік Тім Даніель Гімено-Травер |

### Серпень
| Тиждень             | Турнір | Переможець                                  | Фіналіст                        | Півфіналісти                        | Чвертьфіналісти                                                |
| ------------------- | --- | ------------------------------------------- | ------------------------------- | ----------------------------------- | -------------------------------------------------------------- |
| 5 серпня            | Мастерс Канада Торонто, Канада Світовий Тур ATP Мастерс 1000 $3,496,085 – Хард – 56S/24Q/24D Одиночний розряд – Парний розряд     | Рафаель Надаль 6–2, 6–2                     | Мілош Раонич                    | Новак Джокович Вашек Поспішил       | Рішар Гаске Маринко Матошевич Микола Давиденко Ернест Гулбіс   |
| 5 серпня            | Мастерс Канада Торонто, Канада Світовий Тур ATP Мастерс 1000 $3,496,085 – Хард – 56S/24Q/24D Одиночний розряд – Парний розряд     | Александер Пея Бруно Суарес 6–4, 7–6(7–4)   | Колін Флемінг Джеймі Маррей     | Новак Джокович Вашек Поспішил       | Рішар Гаске Маринко Матошевич Микола Давиденко Ернест Гулбіс   |
| August 12           | Мастерс Цинциннаті Цинциннаті, США Світовий Тур ATP Мастерс 1000 $3,729,155 – Хард – 56S/28Q/24D Одиночний розряд – Парний розряд | Рафаель Надаль 7–6(10–8), 7–6(7–3)          | Джон Існер                      | Хуан Мартін дель Потро Томаш Бердих | Новак Джокович Дмитро Турсунов Роджер Федерер Енді Маррей      |
| August 12           | Мастерс Цинциннаті Цинциннаті, США Світовий Тур ATP Мастерс 1000 $3,729,155 – Хард – 56S/28Q/24D Одиночний розряд – Парний розряд | Боб Браян Майк Браян 6–4, 4–6, [10–4]       | Марсель Гранольєрс Марк Лопес   | Хуан Мартін дель Потро Томаш Бердих | Новак Джокович Дмитро Турсунов Роджер Федерер Енді Маррей      |
| 19 серпня           | Winston-Salem Open Вінстон-Сейлем, США Світовий Тур ATP 250 $658,450 – Хард – 48S/32Q/16D Одиночний розряд – Парний розряд        | Юрген Мельцер 6–3, 2–1 retired              | Гаель Монфіс                    | Сем Кверрі Олександр Долгополов     | Річардас Беранкіс Дмитро Турсунов Фернандо Вердаско Лю Єн-Хсун |
| 19 серпня           | Winston-Salem Open Вінстон-Сейлем, США Світовий Тур ATP 250 $658,450 – Хард – 48S/32Q/16D Одиночний розряд – Парний розряд        | Деніел Нестор Леандер Паєс 7–6(12–10), 7–5  | Тріт Конрад Х'ю Домінік Інґлот  | Сем Кверрі Олександр Долгополов     | Річардас Беранкіс Дмитро Турсунов Фернандо Вердаско Лю Єн-Хсун |
| 26 серпня 2 вересня | US Open Нью-Йорк, США Великий шолом $ – Хард 128S/128Q/64D/32X Одиночний розряд – Парний розряд – Змішаний розряд                 | Рафаель Надаль 6–2, 3–6, 6–4, 6–1           | Новак Джокович                  | Станіслас Вавринка Рішар Гаске      | Михайло Южний Енді Маррей Давид Феррер Томмі Робредо           |
| 26 серпня 2 вересня | US Open Нью-Йорк, США Великий шолом $ – Хард 128S/128Q/64D/32X Одиночний розряд – Парний розряд – Змішаний розряд                 | Леандер Паєс Радек Штепанек 6–1, 6–3        | Александер Пея Бруно Суарес     | Станіслас Вавринка Рішар Гаске      | Михайло Южний Енді Маррей Давид Феррер Томмі Робредо           |
| 26 серпня 2 вересня | US Open Нью-Йорк, США Великий шолом $ – Хард 128S/128Q/64D/32X Одиночний розряд – Парний розряд – Змішаний розряд                 | Андреа Главачкова Макс Мирний 7–6(7–5), 6–3 | Ебігейл Спірс Сантьяго Гонсалес | Станіслас Вавринка Рішар Гаске      | Михайло Южний Енді Маррей Давид Феррер Томмі Робредо           |

### Вересень
| Тиждень      | Турнір | Переможець                                       | Фіналіст                                          | Півфіналісти                     | Чвертьфіналісти                                                  |
| ------------ | --- | ------------------------------------------------ | ------------------------------------------------- | -------------------------------- | ---------------------------------------------------------------- |
| 9 вересня    | Кубок Девіса Белград, Сербія – ґрунт (п) Прага, Чехія – хард (п)                                                                     | Переможці півфіналів Сербія 3–2 Чехія 3–2        | Команди, що програли у півфіналі Канада Аргентина |                                  |                                                                  |
| 16 вересня   | Moselle Open Метц, Франція Світовий Тур ATP 250 €467,800 – Хард (п) – 28S/32Q/16D Одиночний розряд – Парний розряд                   | Жиль Симон 6–4, 6–3                              | Жо-Вілфрід Тсонга                                 | Флоріан Маєр Ніколя Маю          | Тобіас Камке Карлос Берлок Бенжамін Бекер Сем Кверрі             |
| 16 вересня   | Moselle Open Метц, Франція Світовий Тур ATP 250 €467,800 – Хард (п) – 28S/32Q/16D Одиночний розряд – Парний розряд                   | Йохан Бренстром Рейвен Клаасен 6–4, 7–6(7–5)     | Ніколя Маю Жо-Вілфрід Тсонга                      | Флоріан Маєр Ніколя Маю          | Тобіас Камке Карлос Берлок Бенжамін Бекер Сем Кверрі             |
| 16 вересня   | St. Petersburg Open Санкт-Петербург, Росія Світовий Тур ATP 250 $519,775 – Хард (п) – 32S/32Q/16D Одиночний розряд – Парний розряд   | Ернест Гулбіс 3–6, 6–4, 6–0                      | Гільєрмо Гарсія-Лопес                             | Міхал Пшисежний Жоао Соуза       | Лукаш Росол Роберто Баутиста-Агут Дмитро Турсунов Денис Істомін  |
| 16 вересня   | St. Petersburg Open Санкт-Петербург, Росія Світовий Тур ATP 250 $519,775 – Хард (п) – 32S/32Q/16D Одиночний розряд – Парний розряд   | Давид Марреро Фернандо Вердаско 7–6(8–6), 6–3    | Домінік Інґлот Денис Істомін                      | Міхал Пшисежний Жоао Соуза       | Лукаш Росол Роберто Баутиста-Агут Дмитро Турсунов Денис Істомін  |
| 24 вересня   | PTT Thailand Open Бангкок, Таїланд Світовий Тур ATP 250 $631,530 – Хард (п) – 28S/32Q/16D Одиночний розряд – Парний розряд           | Мілош Раонич 7–6(7–4), 6–3                       | Томаш Бердих                                      | Жиль Симон Рішар Гаске           | Лю Єн-Хсун Ігор Сижслінг Фелісіано Лопес Михайло Южний           |
| 24 вересня   | PTT Thailand Open Бангкок, Таїланд Світовий Тур ATP 250 $631,530 – Хард (п) – 28S/32Q/16D Одиночний розряд – Парний розряд           | Джеймі Маррей Джон Пірс 6–3, 3–6, [10–6]         | Томаш Беднарек Йохан Бренстром                    | Жиль Симон Рішар Гаске           | Лю Єн-Хсун Ігор Сижслінг Фелісіано Лопес Михайло Южний           |
| 24 вересня   | Proton Malaysian Open Куала Лумпур, Малайзія Світовий Тур ATP 250 $984,300 – Хард (п) – 28S/16Q/16D Одиночний розряд – Парний розряд | Жоао Соуза 2–6, 7–5, 6–4                         | Жульєн Беннето                                    | Юрген Мельцер Станіслас Ваврінка | Давид Феррер Федеріко Дельбоніс Адріан Маннаріно Дмитро Турсунов |
| 24 вересня   | Proton Malaysian Open Куала Лумпур, Малайзія Світовий Тур ATP 250 $984,300 – Хард (п) – 28S/16Q/16D Одиночний розряд – Парний розряд | Ерік Буторак Рейвен Клаасен 6–2, 6–4             | Пабло Куевас Гораціо Зебаллос                     | Юрген Мельцер Станіслас Ваврінка | Давид Феррер Федеріко Дельбоніс Адріан Маннаріно Дмитро Турсунов |
| September 30 | China Open Пекін, Китай Світовий Тур ATP 500 $3,566,050 – Хард – 32S/16Q/16D Одиночний розряд – Парний розряд                        | Новак Джокович 6–3, 6–4                          | Рафаель Надаль                                    | Рішар Гаске Томаш Бердих         | Сем Кверрі Давид Феррер Джон Існер Фабіо Фоніні                  |
| September 30 | China Open Пекін, Китай Світовий Тур ATP 500 $3,566,050 – Хард – 32S/16Q/16D Одиночний розряд – Парний розряд                        | Макс Мирний Горія Текеу 6–4, 6–2                 | Фабіо Фоніні Андреас Сеппі                        | Рішар Гаске Томаш Бердих         | Сем Кверрі Давид Феррер Джон Існер Фабіо Фоніні                  |
| September 30 | Japan Open Tennis Championships Токіо, Японія Світовий Тур ATP 500 $1,437,800 – Хард – 32S/16Q/16D Одиночний розряд – Парний розряд  | Хуан Мартін дель Потро 7–6(7–5), 7–5             | Мілош Раонич                                      | Ніколас Альмагро Іван Додиг      | Олександр Долгополов Нішікорі Кеі Лукаш Лацко Яркко Нієменен     |
| September 30 | Japan Open Tennis Championships Токіо, Японія Світовий Тур ATP 500 $1,437,800 – Хард – 32S/16Q/16D Одиночний розряд – Парний розряд  | Роган Бопанна Едуард Роже-Васселан 7–6(7–5), 6–4 | Джеймі Маррей Джон Пірс                           | Ніколас Альмагро Іван Додиг      | Олександр Долгополов Нішікорі Кеі Лукаш Лацко Яркко Нієменен     |

### Жовтень
| Тиждень   | Турнір | Переможець                                              | Фіналіст                        | Півфіалісти                         | Чвертьфіналісти                                                      |
| --------- | --- | ------------------------------------------------------- | ------------------------------- | ----------------------------------- | -------------------------------------------------------------------- |
| 7 жовтня  | Мастерс Шанхай Шанхай, Китай Світовий Тур ATP Мастерс 1000 $6,211,445 – Хард – 56S/28Q/24D Одиночний розряд – Парний розряд     | Новак Джокович 6–1, 3–6, 7–6(7–3)                       | Хуан Мартін дель Потро          | Жо-Вілфрід Тсонга Рафаель Надаль    | Гаель Монфіс Флоріан Маєр Ніколас Альмагро Станіслас Ваврінка        |
| 7 жовтня  | Мастерс Шанхай Шанхай, Китай Світовий Тур ATP Мастерс 1000 $6,211,445 – Хард – 56S/28Q/24D Одиночний розряд – Парний розряд     | Іван Додиг Марсело Мело 7–6(7–2), 6–7(6–8), [10–2]      | Давид Марреро Фернандо Вердаско | Жо-Вілфрід Тсонга Рафаель Надаль    | Гаель Монфіс Флоріан Маєр Ніколас Альмагро Станіслас Ваврінка        |
| 14 жовтня | Kremlin Cup Москва, Росія Світовий Тур ATP 250 $823,550 – Хард (п) – 28S/32Q/16D Одиночний розряд – Парний розряд               | Рішар Гаске 4–6, 6–4, 6–4                               | Михайло Кукушкін                | Іво Карлович Андреас Сеппі          | Теймураз Габашвілі Карен Хачанов Андрій Голубєв Едуард Роже-Васселан |
| 14 жовтня | Kremlin Cup Москва, Росія Світовий Тур ATP 250 $823,550 – Хард (п) – 28S/32Q/16D Одиночний розряд – Парний розряд               | Михайло Єлгін Денис Істомін 6–2, 1–6, [14–12]           | Кен Скупскі Ніл Скупскі         | Іво Карлович Андреас Сеппі          | Теймураз Габашвілі Карен Хачанов Андрій Голубєв Едуард Роже-Васселан |
| 14 жовтня | Stockholm Open Стокгольм, Швеція Світовий Тур ATP 250 €600,565 – Хард (і) – 28S/32Q/16D Одиночний розряд – Парний розряд        | Григор Димитров 2–6, 6–3, 6–4                           | Давид Феррер                    | Ернест Гулбіс Бенуа Пер             | Фернандо Вердаско Єжи Янович Кенні де Шеппер Мілош Раонич            |
| 14 жовтня | Stockholm Open Стокгольм, Швеція Світовий Тур ATP 250 €600,565 – Хард (і) – 28S/32Q/16D Одиночний розряд – Парний розряд        | Айсам-уль-Ак Кюреші Жан-Жульєн Роєр 6–2, 6–2            | Йонас Бйоркман Роберт Лінстедт  | Ернест Гулбіс Бенуа Пер             | Фернандо Вердаско Єжи Янович Кенні де Шеппер Мілош Раонич            |
| 14 жовтня | Erste Bank Open Відень, Австрія Світовий Тур ATP 250 €571,775 – Хард (п) – 28S/32Q/16D Одиночний розряд – Парний розряд         | Томмі Гаас 6–3, 4–6, 6–4                                | Робін Гаасе                     | Жо-Вілфрід Тсонга Лукаш Росол       | Домінік Тім Фабіо Фоніні Рубен Бемельманс Радек Штепанек             |
| 14 жовтня | Erste Bank Open Відень, Австрія Світовий Тур ATP 250 €571,775 – Хард (п) – 28S/32Q/16D Одиночний розряд – Парний розряд         | Флорін Мергеа Лукаш Росол 7–5, 6–4                      | Деніел Нестор Джуліан Ноул      | Жо-Вілфрід Тсонга Лукаш Росол       | Домінік Тім Фабіо Фоніні Рубен Бемельманс Радек Штепанек             |
| 21 жовтня | Valencia Open 500 Валенсія, Іспанія Світовий Тур ATP 500 €2,171,095 – Хард (п) – 32S/16Q/16D Одиночний розряд – Парний розряд   | Михайло Южний 6–3, 7–5                                  | Давид Феррер                    | Ніколас Альмагро Дмитро Турсунов    | Єжи Янович Фабіо Фоніні Жеремі Шарді Яркко Нієменен                  |
| 21 жовтня | Valencia Open 500 Валенсія, Іспанія Світовий Тур ATP 500 €2,171,095 – Хард (п) – 32S/16Q/16D Одиночний розряд – Парний розряд   | Александер Пея Бруно Суарес 7–6(7–3), 6–7(1–6), [13–11] | Боб Браян Майк Браян            | Ніколас Альмагро Дмитро Турсунов    | Єжи Янович Фабіо Фоніні Жеремі Шарді Яркко Нієменен                  |
| 21 жовтня | Swiss Indoors Базель, Швейцарія Світовий Тур ATP 500 €1,988,835 – Хард (п) – 32S/16Q/16D Одиночний розряд – Парний розряд       | Хуан Мартін дель Потро 7–6(7–3), 2–6, 6–4               | Роджер Федерер                  | Едуард Роже-Васселан Вашек Поспішил | Поль-Анрі Матьє Даніель Брандс Григор Димитров Іван Додиг            |
| 21 жовтня | Swiss Indoors Базель, Швейцарія Світовий Тур ATP 500 €1,988,835 – Хард (п) – 32S/16Q/16D Одиночний розряд – Парний розряд       | Тріт Конрад Х'ю Домінік Інґлот 6–3, 3–6, [10–4]         | Джуліан Ноул Олівер Марах       | Едуард Роже-Васселан Вашек Поспішил | Поль-Анрі Матьє Даніель Брандс Григор Димитров Іван Додиг            |
| 28 жовтня | Мастерс Париж Париж, Франція Світовий Тур ATP Мастерс 1000 €3,204,745 – Хард (п) – 48S/24Q/24D Одиночний розряд – Парний розряд | Новак Джокович 7–5, 7–5                                 | Давид Феррер                    | Рафаель Надаль Роджер Федерер       | Рішар Гаске Томаш Бердих Хуан Мартін дель Потро Станіслас Ваврінка   |
| 28 жовтня | Мастерс Париж Париж, Франція Світовий Тур ATP Мастерс 1000 €3,204,745 – Хард (п) – 48S/24Q/24D Одиночний розряд – Парний розряд | Боб Браян Майк Браян 6–3, 6–3                           | Александер Пея Бруно Суарес     | Рафаель Надаль Роджер Федерер       | Рішар Гаске Томаш Бердих Хуан Мартін дель Потро Станіслас Ваврінка   |

### Листопад
| Тиждень      | Турнір | Переможець                                            | Фіналіст             | Півфіналіст                       | Чвертьфіналіст                                                                        |
| ------------ | --- | ----------------------------------------------------- | -------------------- | --------------------------------- | ------------------------------------------------------------------------------------- |
| 4 листопада  | Підсумковий турнір Лондон, Англія Підсумковий турнір $6,000,000 – Хард (п) – 8S/8D (ГР) Одиночний розряд – Парний розряд | Новак Джокович 6–3, 6–4                               | Рафаель Надаль       | Роджер Федерер Станіслас Ваврінка | Учасники групового етапу Давид Феррер Томаш Бердих Рішар Гаске Хуан Мартін дель Потро |
| 4 листопада  | Підсумковий турнір Лондон, Англія Підсумковий турнір $6,000,000 – Хард (п) – 8S/8D (ГР) Одиночний розряд – Парний розряд | Давид Марреро Фернандо Вердаско 7–5, 6–7(3–7), [10–7] | Боб Браян Майк Браян | Роджер Федерер Станіслас Ваврінка | Учасники групового етапу Давид Феррер Томаш Бердих Рішар Гаске Хуан Мартін дель Потро |
| 11 листопада | Кубок Девіса Белград, Сербія – хард (п)                                                                                  | Сербія проти Чехія                                    | Сербія проти Чехія   |                                   |                                                                                       |

## Статистика турнірів
Ці таблиці презентують кількість виграних турнірів кожним окремим гравцем та представниками різних країн. Враховані одиночні (S), парні (D) та змішані (X) титули на турнірах усіх рівнів: Великий шолом, Підсумковий, Мастерс, 500, 250.

### Ключ
| Турнір Великого шолома        |
| Фінал Світового Туру ATP      |
| Світовий Тур ATP Мастерс 1000 |
| Світовий Тур ATP 500          |
| Світовий Тур ATP 250          |

### Титули окремих гравців
| Total | Player             | S | D | X | S | D | S | D | S | D | S | D | S | D | X |
| ----- | ------------------ | - | - | - | - | - | - | - | - | - | - | - | - | - | - |
| 1     | Рішар Гаске        |   |   |   |   |   |   |   |   |   | • |   | 1 | 0 | 0 |
| 1     | Енді Маррей        |   |   |   |   |   |   |   |   |   | • |   | 1 | 0 | 0 |
| 1     | Давид Феррер       |   |   |   |   |   |   |   |   |   | • |   | 1 | 0 | 0 |
| 1     | Бернард Томич      |   |   |   |   |   |   |   |   |   | • |   | 1 | 0 | 0 |
| 1     | Янко Типсаревич    |   |   |   |   |   |   |   |   |   | • |   | 1 | 0 | 0 |
| 1     | Крістофер Кас      |   |   |   |   |   |   |   |   |   |   | • | 0 | 1 | 0 |
| 1     | Філіпп Кольшрайбер |   |   |   |   |   |   |   |   |   |   | • | 0 | 1 | 0 |
| 1     | Марсело Мело       |   |   |   |   |   |   |   |   |   |   | • | 0 | 1 | 0 |
| 1     | Бенуа Пер          |   |   |   |   |   |   |   |   |   |   | • | 0 | 1 | 0 |
| 1     | Томмі Робредо      |   |   |   |   |   |   |   |   |   |   | • | 0 | 1 | 0 |
| 1     | Станіслас Ваврінка |   |   |   |   |   |   |   |   |   |   | • | 0 | 1 | 0 |
| 1     | Боб Браян          |   |   |   |   |   |   |   |   |   |   | • | 0 | 1 | 0 |
| 1     | Майк Браян         |   |   |   |   |   |   |   |   |   |   | • | 0 | 1 | 0 |
| 1     | Колін Флемінг      |   |   |   |   |   |   |   |   |   |   | • | 0 | 1 | 0 |
| 1     | Бруно Соарес       |   |   |   |   |   |   |   |   |   |   | • | 0 | 1 | 0 |

### Титули, виграні представниками різних націй
| Всього | Гравець         | S | D | X | S | D | S | D | S | D | S | D | S | D | X |
| ------ | --------------- | - | - | - | - | - | - | - | - | - | - | - | - | - | - |
| 2      | Франція         |   |   |   |   |   |   |   |   |   | 1 | 1 | 1 | 1 | 0 |
| 2      | Велика Британія |   |   |   |   |   |   |   |   |   | 1 | 1 | 1 | 1 | 0 |
| 2      | Іспанія         |   |   |   |   |   |   |   |   |   | 1 | 1 | 1 | 1 | 0 |
| 2      | Бразилія        |   |   |   |   |   |   |   |   |   |   | 2 | 0 | 2 | 0 |
| 1      | Сербія          |   |   |   |   |   |   |   |   |   | 1 |   | 1 | 0 | 0 |
| 1      | Австралія       |   |   |   |   |   |   |   |   |   | 1 |   | 1 |   | 0 |
| 1      | США             |   |   |   |   |   |   |   |   |   |   | 1 | 0 | 1 | 0 |
| 1      | Німеччина       |   |   |   |   |   |   |   |   |   |   | 1 | 0 | 1 | 0 |
| 1      | Швейцарія       |   |   |   |   |   |   |   |   |   |   | 1 | 0 | 1 | 0 |

### Інформація про титули
Наведені нижче гравці виграли свій перший титул рівня ATP Туру в одиночному, парному або змішаному розряді.
- Бенуа Пер – Ченнай (парний розряд)
- Бернард Томич – Сідней (одиночний розряд)

Наведені нижче гравці захистили свій торішній титул в одиночному, парному або змішаному розряді. 
- Енді Маррей – Брисбен (одиночний розряд)
- Давид Феррер – Окленд (одиночний розряд)
- Боб Браян – Сідней (парний розряд)
- Майк Браян – Сідней (парний розряд)

## Рейтинг ATP
Нижче наведено двадцять гравців із найкращим рейтингом в одиночному та парному розрядах, а також десять лідерів Гонки до Фіналу Світового Туру ATP в індивідуальному і командному заліку. and at the current date of the 2012 season.

### Одиночний розряд
| 1  |
| 2  |
| 3  |
| 4  |
| 5  |
| 6  |
| 7  |
| 8  |
| 9  |
| 10 |
| 11 |
| 12 |
| 13 |
| 14 |
| 15 |
| 16 |
| 17 |
| 18 |
| 19 |
| 20 |

| Станом на 31 січня 2022 | Станом на 31 січня 2022    | Станом на 31 січня 2022 | Станом на 31 січня 2022 | Станом на 31 січня 2022 |
| #                       | Гравець                    | Очки                    | Зміна                   |                         |
| ----------------------- | -------------------------- | ----------------------- | ----------------------- | ----------------------- |
| 1                       | Новак Джокович (SRB)       | 11,015                  | ▬                       |                         |
| 2                       | Данило Медведєв (RUS)      | 10,125                  | ▬                       |                         |
| 3                       | Александр Зверєв (GER)     | 7,780                   | ▬                       |                         |
| 4                       | Стефанос Ціціпас (GRE)     | 7,170                   | ▬                       |                         |
| 5                       | Рафаель Надаль (ESP)       | 6,875                   | ▬                       |                         |
| 6                       | Маттео Берреттіні (ITA)    | 5,278                   | ▲ 1                     |                         |
| 7                       | Андрій Рубльов (RUS)       | 4,830                   | ▼ 1                     |                         |
| 8                       | Каспер Руд (NOR)           | 4,065                   | ▬                       |                         |
| 9                       | Фелікс Оже-Аліассім (CAN)  | 3,923                   | ▬                       |                         |
| 10                      | Яннік Сіннер (ITA)         | 3,705                   | ▬                       |                         |
| 11                      | Губерт Гуркач (POL)        | 3,336                   | ▬                       |                         |
| 12                      | Денис Шаповалов (CAN)      | 2,930                   | ▲ 2                     |                         |
| 13                      | Камерон Норрі (GBR)        | 2,865                   | ▼ 1                     |                         |
| 14                      | Дієго Шварцман (ARG)       | 2,640                   | ▼ 1                     |                         |
| 15                      | Аслан Карацев (RUS)        | 2,633                   | ▬                       |                         |
| 16                      | Гаель Монфіс (FRA)         | 2,553                   | ▲ 4                     |                         |
| 17                      | Пабло Карреньо Буста (ESP) | 2,475                   | ▲ 4                     |                         |
| 18                      | Крістіан Гарін (CHI)       | 2,420                   | ▲ 1                     |                         |
| 19                      | Роберто Ботіста Агут (ESP) | 2,385                   | ▼ 1                     |                         |
| 20                      | Тейлор Фріц (USA)          | 2,310                   | ▲ 2                     |                         |

### Парний розряд
| 1  |
| 2  |
| 3  |
| 4  |
| 5  |
| 6  |
| 7  |
| 8  |
| 9  |
| 10 |

| Рейтинг ATP (індивідуальний парний) станом на 31 січня 2022 | Рейтинг ATP (індивідуальний парний) станом на 31 січня 2022 | Рейтинг ATP (індивідуальний парний) станом на 31 січня 2022 | Рейтинг ATP (індивідуальний парний) станом на 31 січня 2022 | Рейтинг ATP (індивідуальний парний) станом на 31 січня 2022 |
| #                                                           | Гравець                                                     | Очки                                                        | Зміна                                                       |                                                             |
| ----------------------------------------------------------- | ----------------------------------------------------------- | ----------------------------------------------------------- | ----------------------------------------------------------- | ----------------------------------------------------------- |
| 1                                                           | Мате Павич (CRO)                                            | 10,105                                                      | ▬                                                           |                                                             |
| 2                                                           | Нікола Мектич (CRO)                                         | 9,670                                                       | ▬                                                           |                                                             |
| 3                                                           | Джо Солсбері (GBR)                                          | 9,440                                                       | ▬                                                           |                                                             |
| 4                                                           | Ражів Рам (USA)                                             | 9,213                                                       | ▬                                                           |                                                             |
| 5                                                           | Ніколя Маю (FRA)                                            | 7,690                                                       | ▬                                                           |                                                             |
| 6                                                           | Орасіо Себальйос (ARG)                                      | 7,640                                                       | ▬                                                           |                                                             |
| 7                                                           | Марсель Гранольєрс (ESP)                                    | 7,583                                                       | ▬                                                           |                                                             |
| 8                                                           | Філіп Полашек (SVK)                                         | 6,810                                                       | ▲ 1                                                         |                                                             |
| 9                                                           | П'єр-Юг Ербер (FRA)                                         | 6,660                                                       | ▼ 1                                                         |                                                             |
| 10                                                          | Хуан Себастьян Кабаль (COL)                                 | 5,570                                                       | ▬                                                           |                                                             |
| 10                                                          | Роберт Фара (COL)                                           | 5,570                                                       | ▬                                                           |                                                             |
| 12                                                          | Джон Пірс (AUS)                                             | 5,525                                                       | ▬                                                           |                                                             |
| 13                                                          | Іван Додіг (CRO)                                            | 5,115                                                       | ▬                                                           |                                                             |
| 14                                                          | Майкл Вінус (NZL)                                           | 4,871                                                       | ▲ 1                                                         |                                                             |
| 15                                                          | Кевін Кравіц (GER)                                          | 4,830                                                       | ▼ 1                                                         |                                                             |
| 16                                                          | Бруно Соарес (BRA)                                          | 4,600                                                       | ▬                                                           |                                                             |
| 17                                                          | Тім Пютц (GER)                                              | 4,495                                                       | ▲ 1                                                         |                                                             |
| 18                                                          | Горія Текеу (ROU)                                           | 4,410                                                       | ▼ 1                                                         |                                                             |
| 19                                                          | Джеймі Маррей (GBR)                                         | 4,253                                                       | ▬                                                           |                                                             |
| 20                                                          | Ніл Скупскі (GBR)                                           | 4,210                                                       | ▬                                                           |                                                             |

## Нарахування очок
| Категорія                               | П                     | Ф                    | ПФ                  | ЧФ                                                                                           | 1/8                                                                                          | 1/16                                                                                         | 1/32                                                                                         | 1/64                                                                                         | Кв                                                                                           | 3РК                                                                                          | 2РК                                                                                          | 1РК                                                                                          |
| Великий шолом (128S)                    | 2000                  | 1200                 | 720                 | 360                                                                                          | 180                                                                                          | 90                                                                                           | 45                                                                                           | 10                                                                                           | 25                                                                                           | 16                                                                                           | 8                                                                                            | 0                                                                                            |
| Великий шолом (64D)                     | 2000                  | 1200                 | 720                 | 360                                                                                          | 180                                                                                          | 90                                                                                           | 0                                                                                            | –                                                                                            | 25                                                                                           | –                                                                                            | 0                                                                                            | 0                                                                                            |
| Фінал Світового Туру ATP (8S/8D)        | 1500 (max) 1100 (min) | 1000 (max) 600 (min) | 600 (max) 200 (min) | 200 за перемогу на груповому етапі, +400 за перемогу у півфіналі, +500 за перемогу у фіналі. | 200 за перемогу на груповому етапі, +400 за перемогу у півфіналі, +500 за перемогу у фіналі. | 200 за перемогу на груповому етапі, +400 за перемогу у півфіналі, +500 за перемогу у фіналі. | 200 за перемогу на груповому етапі, +400 за перемогу у півфіналі, +500 за перемогу у фіналі. | 200 за перемогу на груповому етапі, +400 за перемогу у півфіналі, +500 за перемогу у фіналі. | 200 за перемогу на груповому етапі, +400 за перемогу у півфіналі, +500 за перемогу у фіналі. | 200 за перемогу на груповому етапі, +400 за перемогу у півфіналі, +500 за перемогу у фіналі. | 200 за перемогу на груповому етапі, +400 за перемогу у півфіналі, +500 за перемогу у фіналі. | 200 за перемогу на груповому етапі, +400 за перемогу у півфіналі, +500 за перемогу у фіналі. |
| Світовий Тур ATP Мастерс 1000 (96S)     | 1000                  | 600                  | 360                 | 180                                                                                          | 90                                                                                           | 45                                                                                           | 25                                                                                           | 10                                                                                           | 16                                                                                           | –                                                                                            | 8                                                                                            | 0                                                                                            |
| Світовий Тур ATP Мастерс 1000 (56S/48S) | 1000                  | 600                  | 360                 | 180                                                                                          | 90                                                                                           | 45                                                                                           | 10                                                                                           | –                                                                                            | 25                                                                                           | –                                                                                            | 16                                                                                           | 0                                                                                            |
| Світовий Тур ATP Мастерс 1000 (32D/24D) | 1000                  | 600                  | 360                 | 180                                                                                          | 90                                                                                           | 0                                                                                            | –                                                                                            | –                                                                                            | –                                                                                            | –                                                                                            | –                                                                                            | –                                                                                            |
| Світовий Тур ATP 500 (56S)              | 500                   | 300                  | 180                 | 90                                                                                           | 45                                                                                           | 20                                                                                           | 0                                                                                            | –                                                                                            | 10                                                                                           | –                                                                                            | 4                                                                                            | 0                                                                                            |
| Світовий Тур ATP 500 (32S)              | 500                   | 300                  | 180                 | 90                                                                                           | 45                                                                                           | 0                                                                                            | –                                                                                            | –                                                                                            | 20                                                                                           | –                                                                                            | 10                                                                                           | 0                                                                                            |
| Світовий Тур ATP 500 (24D)              | 500                   | 300                  | 180                 | 90                                                                                           | 45                                                                                           | 0                                                                                            | –                                                                                            | –                                                                                            | –                                                                                            | –                                                                                            | –                                                                                            | –                                                                                            |
| Світовий Тур ATP 500 (16D)              | 500                   | 300                  | 180                 | 90                                                                                           | 0                                                                                            | –                                                                                            | –                                                                                            | –                                                                                            | –                                                                                            | –                                                                                            | –                                                                                            | –                                                                                            |
| Світовий Тур ATP 250 (56S/48S)          | 250                   | 150                  | 90                  | 45                                                                                           | 20                                                                                           | 10                                                                                           | 0                                                                                            | –                                                                                            | 5                                                                                            | 3                                                                                            | 0                                                                                            | 0                                                                                            |
| Світовий Тур ATP 250 (32S/28S)          | 250                   | 150                  | 90                  | 45                                                                                           | 20                                                                                           | 0                                                                                            | –                                                                                            | –                                                                                            | 12                                                                                           | 6                                                                                            | 0                                                                                            | 0                                                                                            |
| Світовий Тур ATP 250 (24D)              | 250                   | 150                  | 90                  | 45                                                                                           | 20                                                                                           | 0                                                                                            | –                                                                                            | –                                                                                            | –                                                                                            | –                                                                                            | –                                                                                            | –                                                                                            |
| Світовий Тур ATP 250 (16D)              | 250                   | 150                  | 90                  | 45                                                                                           | 0                                                                                            | –                                                                                            | –                                                                                            | –                                                                                            | –                                                                                            | –                                                                                            | –                                                                                            | –                                                                                            |

## Завершили кар'єру
Нижче наведено список визнаних гравців (переможець турніру рівня ATP та/або член топ-100 рейтингу в одиночному або топ-50 рейтингу в парному розряді), які оголосили про завершення кар'єри або були відсторонені від змагань на поточний сезон.
- Маєш Бхупаті (нар. 7 червня 1974 у Ченнаї, Індія) став учасником туру професіоналів у 1995 року, досягнув №217 в одиночному рейтингу у 1998 році та №1 у парному розряді. Протягом кар'єри найбільше грав у парі з Леандером Паєсом, Марком Ноулзом, Роханому Бопанною та Максом Мирним. Вирішив завершити кар'єру після сезону 2013.[11]

## Зовнішні посилання
- Association of Tennis Professionals (ATP) World Tour official website
- International Tennis Federation (ITF) official website